# السعودية.
السعودية. (пр. «ас-саудия», Punycode: .xn--mgberp4a5d4ar) — арабоязычный национальный домен верхнего уровня для Саудовской Аравии. Введен в эксплуатацию 5 мая 2010 года. Допустимые арабоязычные доменные имена в السعودية. описаны в RFC 5564.
Регистрация доменов в السعودية. прошла в две фазы: с 31 мая по 12 июля 2010 года регистрация была доступна только для владельцев торговых знаков и названий, а также для государственных и полугосударственных организаций; свободная регистрация началась 27 сентября 2010 года.